# Millennium
Caroline (Millennium island)  je nenaseljeni koraljni otok u sastavu Kiribata.

## Zemljopis
Nalazi se u otočnoj skupini polinezijskih Sporada, tj. Ekvatorskoga otočja (Line Islands), istočno od Vostoka i sjeveroistočno od Flinta.

## Vanjske poveznice
|  | Zajednički poslužitelj ima još gradiva o temi Millennium |